# БМБ-1
БМБ-1 (на руски: „большой морской бомбомёт 1“) е първият съветски щочен бомбомет. Разработен под ръководството на Б. И. Шавирин, приет на въоръжение във флота през 1940 г. Бомбометът позволява да се изстрелват по траверса на кораба големи дълбочинни бомби на далечини от 40, 80 и 110 м, което осигурява увеличение на поражаемата площ на бомбомятане. Влиза в състава на противолодъчното въоръжение на кораби от различни проекти.

## Характеристики
- Ъгъл възвишение – 45°[2];
- Брой бомби в залпа – 1[2];
- Тип на бомбата – ББ-1[2];
- Тегло на бомбомета – 194 кг[2].